# ウリジン二リン酸アピオース
ウリジン二リン酸アピオース（ウリジンにリンさんアピオース）またはUDP-アピオース（ユーディーピー-アピオース、英：UDP-apiose）は、ウリジン二リン酸（UDP）にアピオースという単糖が結合した化合物である。糖ヌクレオチドの一種。糖転移酵素の基質として使用される。

## 植物内での生合成
UDP-アピオースは、UDP-アピオース/UDP-キシロース合成酵素（AXS）によってUDP-グルクロン酸からUDP-キシロースと同時に生合成される。

## 性質
不安定な化合物であり、半減期は25℃, pH8.0条件下では97分、40℃, pH3.0条件下では4.7分である。アピオース2位の水酸基がリン酸基に求核攻撃し、ウリジン一リン酸（UMP）とアピオシル1,2-環状リン酸に分解する。2019年にUDP-アピオースの安定化・調製法が確立された。